# Kem BB
Kem BB là từ viết tắt của Blemish Balm, có thể dịch nôm na là kem dành cho da có vấn đề về mụn và được sử dụng thay thế kem nền trong quá trình trang điểm. Loại kem này có xuất xứ từ Đức, nơi các bác sĩ da liễu thường khuyên bệnh nhân có vấn đề về da mặt sử dụng nếu vẫn muốn trang điểm trong quá trình trị liệu. So với kem có màu, kem BB có thể chỉ là một loại kem màu nhạt, nhưng có cả khả năng hoàn chỉnh của kem nền và kem dưỡng ẩm của sản phẩm chăm sóc da. Trên hết, kem BB cũng cung cấp khả năng chống nắng.
Kem CC được ra mắt về sau và mô tả là kem chỉnh màu. Kem CC có tất cả các lợi ích của kem BB nhưng với tính năng đặc trưng như đồng nhất màu da, bằng cách chữa trị các mối lo ngại về nước da như mẫn đỏ hoặc thâm mờ.

## Lịch sử

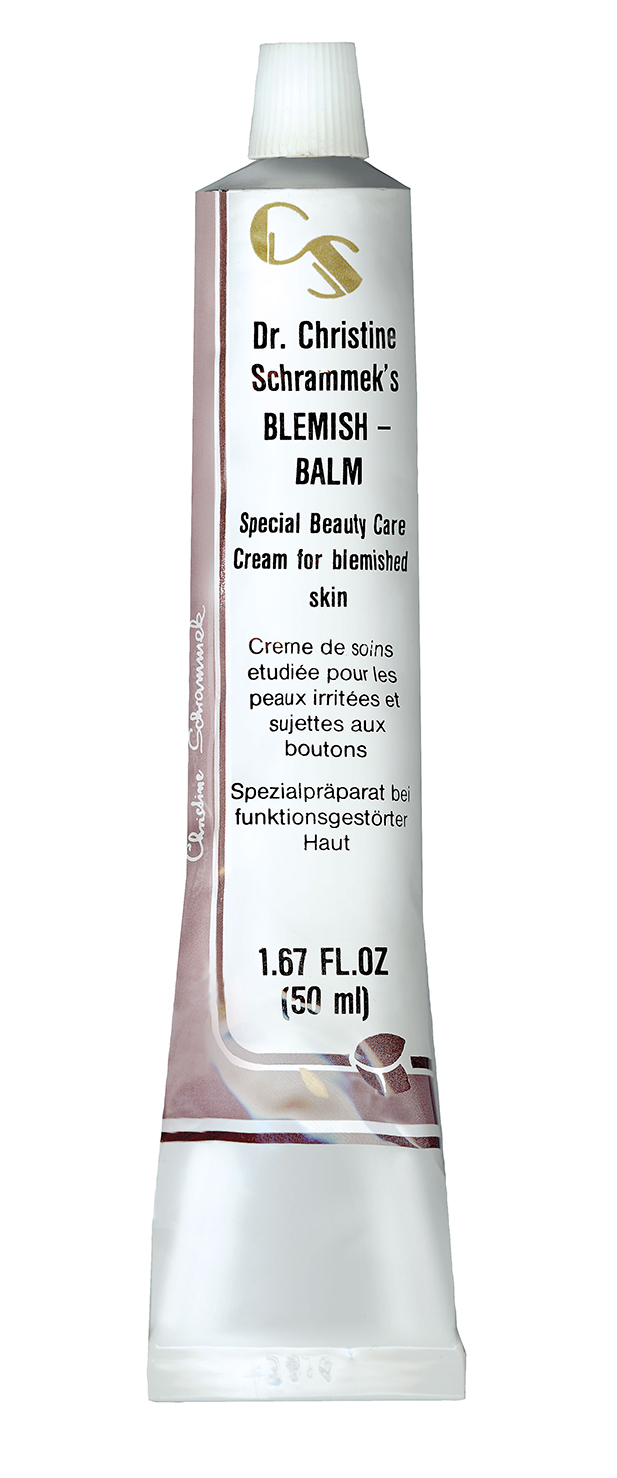
Kem BB của bác sĩ Christine Schrammek vào thập niên 1960

Kem BB được đúc kết công thức ban đầu vào thập niên 1960 tại Đức, do bác sĩ da liễu Tiến sĩ Christine Schrammek điều chế để bảo vệ da bệnh nhân của mình sau khi tẩy da mặt và phẫu thuật. Kem giúp bệnh nhân làm dịu da và che khuất các vết tấy đỏ sau quá trình điều trị. Đồng thời mang nhiều tính năng ưu việt như: dưỡng da, chống nắng, được sử dụng thay cho kem lót và kem nền, với độ che phủ tốt và nhiều tone màu khác nhau.

## Công thức
Kem BB có nhiều công thức khác nhau. Bởi vì các công ty Hàn Quốc ban đầu chú trọng vào thị trường Hàn Quốc và Đông Á, kem được đem đến có số lượng sắc thái màu hạn chế. Thay vì cung cấp nhiều sắc thái cho các màu da khác nhau, hầu hết công thức thiết kế để oxy hóa phù hợp với tông màu da người dùng. Tính chất làm trắng da của kem BB được bán ở thị trường Châu Á là một yếu tố quan trọng trong tính đại chúng.
Kem được quảng bá như một phương pháp điều trị đa năng và tất cả trong một, nhưng phụ nữ Hàn Quốc hầu hết sử dụng kem BB để sự thay thế kem nền, đặc biệt là những người có xu hướng sở thích quá nặng với công thức phương Tây. Phạm vi bao phủ thường dựa trên khoáng chất, được dùng để che phủ và điều trị vết xấu như mụn trứng cá, vết nắng và đốm tuổi tác. Nó cũng có tác dụng chống nhăn, chống viêm và làm dịu da. Một số chứa axit hyaluronic và vitamin C.

## Thị trường
Kem BB chiếm 13% của thị trường mỹ phẩm ở Hàn Quốc. Một số thương hiệu Hàn Quốc cũng cung cấp kem BB cho nam giới. Các thương hiệu nổi tiếng của Hàn Quốc bao gồm Etude House, Missha, Nature Republic, Skin Food, Sulhwasoo, và The Face Shop.
Các công ty mỹ phẩm phương Tây bắt đầu ra mắt kem BB ở thị trường phương Tây vào năm 2012, mặc dù một số loại kem này đã bị chỉ trích vì thiếu các chức năng chăm sóc da mà kem BB thường có và không chỉ nhiều hơn chất làm ẩm da. Những hãng ra mắt sản phẩm sớm có Boscia, Clinique, Dior, Estée Lauder, Garnier, Marcelle, Maybelline, Revlon và Smashbox. Lab Series tạo nên một loại kem BB dành cho nam giới. Một số loại kem BB đã được thiết kế riêng cho thị trường phương Tây: Ví dụ sản phẩm Estée Lauder không bao gồm tính chất tẩy trắng trong công thức của họ tại Bắc Mỹ.

## Kem BB không thử nghiệm phi nhân tính và thuần chay
Kem BB được quảng cáo là không thử nghiệm trên động vật bao gồm Smashbox (thuộc sở hữu của Estée Lauder) và The Body Shop (thuộc sở hữu của L'Oreal). Định nghĩa về sự "phi nhân tính" khác nhau. Kem Body Shop BB được chứng nhận bởi Chương trình Leaping Bunny, có nghĩa là, theo quy trình chứng nhận, không có thử nghiệm động vật mới nào được sử dụng trong bất kỳ giai đoạn phát triển sản phẩm nào của công ty, phòng thí nghiệm hoặc nhà cung cấp các thành phần của nó. Tính đến tháng 5 năm 2013, AmorePacific, công ty con Etude House và Laneige, đã chấm dứt thử nghiệm động vật trên tất cả thành phần và mỹ phẩm.
Các sản phẩm được chứng nhận là không thử nhiệm phi nhân tính có thể vẫn chứa sản phẩm từ động vật và có thể không phù hợp cho người ăn chay. Kem BB thuần chay bao gồm nhãn hiệu kem BB do Superdrug làm chủ, Kem BB có từ mỹ phẩm Haut, mỹ phẩm 100% tự nhiên, kem da khoáng BB từ Pacifica, và Kem Evenly Radiant BB của Dermae.